# Dime cómo quieres
«Dime cómo quieres» es una canción de los cantantes mexicanos Christian Nodal y Ángela Aguilar. Fue escrita por Nodal y Edgar Barrera. Se lanzó el 12 de noviembre de 2020 a través de Universal Music México y Fonovisa Records como el primer sencillo de la edición de lujo del álbum Ayayay! (Deluxe), y sirvió también como el primer sencillo del posterior álbum Mexicana enamorada de Ángela Aguilar.
La canción se posicionó número uno en las listas radiales de México, Chile, Guatemala y Honduras. Alcanzó el número 89 en Billboard Global 200, siendo esta la primera entrada de cualquier artista mexicano a la lista.

## Antecedentes y lanzamiento
Aguilar y Nodal ya se conocían antes de grabar la canción, pues ya habían cantado juntos en la gira de Nodal en los Estados Unidos y los Premios Juventud de 2019. La canción forma parte del álbum Ayayay! (Super Deluxe), fue compuesta por Edgar Barrera y Nodal en 30 minutos y producida por la madre de Christian; Cristy Nodal.

Ángela en una entrevista para la revista Billboard:
“La verdad es que recibí la noticia de la manera más cotidiana”, le dice Aguilar a Billboard. “Estaba desayunando con mi familia, huevos en salsa, rodeado de muchos perros. Fue una sorpresa muy agradable, un gran privilegio, un gran honor que no esperaba recibir a una edad tan joven ”. “Chris y yo habíamos trabajado juntos en la gira Jaripeo Sin Fronteras, mi padre lo invitó a abrir el concierto para nosotros”, recuerda Aguilar. “Nos conocemos desde hace cuatro o cinco años, así que fue una experiencia genuina: un amigo pidiéndole a un amigo que grabe una canción. Le envió a mi padre una canción diciéndole que algo faltaba en su álbum y que él creía que algo era yo. Entonces, nos pusimos en contacto, cambiamos algunos arreglos pero siempre respetando sus expectativas. Creo que cambió la forma en que la gente de esta generación ve la música ".

## Créditos
Créditos sacados de YouTube Music:
- Productor: Jaime González y Cristy Nodal
- Compositores: Christian Nodal y Edgar Barrera
- Trompetista: José Nodal
- Acordeón: Marito Romero
- Ingeniero de Grabación: Edgar Barrera
- Guitarrón: Tony Jiménez

## Video musical
El video fue grabado en pantalla verde, a distancia, con Christian Nodal grabando desde Guadalajara y Ángela desde Zacatecas. Fue lanzado el 12 de noviembre junto con la edición de lujo del álbum funcionando como sencillo de este y meses más tarde también como el primer sencillo de Mexicana enamorada de Aguilar, el video obtuvo 100 millones de visitas antes de su primer mes de lanzamiento. Siendo la canción mexicana con mayor reproducciones en el primer mes de lanzamiento. Hasta el día de hoy, el video musical cuenta con más de 400 millones de visitas en YouTube. En 2021 el video musical fue nominado a "Video Favorito" en los Latin American Music Awards.

## Rendimiento comercial
En listas de ventas, la canción debutó en el número 90 de la lista mundial Billboard Global 200, convirtiéndola en la primera canción de artistas mexicanos en entrar en dicha lista, una semana después logró subir un puesto. En listas radiales, debutó en el puesto 9 en Hot Latin Songs y subió al puesto 8 en Estados Unidos, convirtiéndola en el tercer éxito Top 10 de Nodal y el primero de Aguilar. En México debutó en el número 2 de Top 20 Monitor Latino y número 4 en AMPROFON Streaming Songs. Para la tercera semana de lanzamiento, la canción ya había encabezado las listas radiales mexicanas tanto de Billboard como Monitor Latino, siendo así la primera canción de Aguilar número 1 en México. Llegó a número 1 en 4 países y a las 10 primeras posiciones en 7 países.
El 2 de septiembre de 2021, la RIAA le dio certificación latina por séptuple platino en los Estados Unidos por vender 420,000 copias en el país. Siendo la primera certificación en la carrera de Ángela Aguilar, el 4 de agosto de 2021 certificó diamante en México. El sencillo ha vendido 1,120,000 de copias en todo el mundo. 

## Posicionamiento en listas
| Listas                                            | Posición |
| ------------------------------------------------- | -------- |
| Varios (Global 200 Billboard)                     | 89       |
| Varios (Global Excl. U.S. Billboard)              | 63       |
| Chile (Top 20 Monitor Latino)                     | 1        |
| Colombia (Top 20 Monitor Latino)                  | 10       |
| Costa Rica (Top 20 Monitor Latino)                | 8        |
| El Salvador (Top 20 Monitor Latino)               | 5        |
| Estados Unidos (Billboard Hot Latin Songs)        | 8        |
| Estados Unidos (Billboard Bubbling Hot 100)       | 22       |
| Estados Unidos (Billboard Mexican Regional Songs) | 1        |
| Guatemala (Top 20 Monitor Latino)                 | 1        |
| Honduras (Top 20 Monitor Latino)                  | 1        |
| México (Billboard Mexico Top 100 Airplay)         | 1        |
| México (Top 20 Monitor Latino)                    | 1        |

## Certificaciones
| Región                | Certificación | Cantidad    |
| --------------------- | ------------- | ----------- |
| Estados Unidos (RIAA) | 7x Platino    | 420,000     |
| México (AMPROFON)     | Diamante      | 700,000     |
| Streaming             |               |             |
| México (AMPROFON)     | Diamante      | 220,000,000 |

## Premios y nominaciones
| Año  | Premiación                  | Categoría                         | Resultado | Ref.   |
| ---- | --------------------------- | --------------------------------- | --------- | ------ |
| 2020 | Socialiteen Awads           | Colaboración favorita             | Nominado  | [ 20 ] |
| 2021 | Latin American Music Awards | Video favorito                    | Nominado  | [ 7 ]  |
| 2021 | Premios de la Radio         | Canción mariachi                  | Ganadora  | [ 21 ] |
| 2021 | Premios Juventud            | Mejor canción mariachi-manchera   | Ganadora  | [ 22 ] |
| 2021 | Premios Juventud            | Track viral del año               | Nominado  | [ 22 ] |
| 2021 | Premios Juventud            | Canción del año                   | Nominado  | [ 22 ] |
| 2022 | Premios Lo Nuestro          | Canción del año                   | Nominado  | [ 23 ] |
| 2022 | Premios Lo Nuestro          | Canción regional mexicano del año | Nominado  | [ 23 ] |
| 2022 | iHeartRadio Music Awards    | Canción regional mexicano del año | Nominado  | [ 24 ] |